# Elisabetta Plantageneta, duchessa di Exeter
Elisabetta Plantageneta, duchessa di Exeter (Burford, 21 febbraio 1363 – 24 novembre 1426) è stata una principessa inglese.

## Biografia
Era la terzogenita di Giovanni Plantageneto, I duca di Lancaster, e della sua prima moglie, Bianca di Lancaster. Sua madre morì quando Elisabetta aveva cinque anni. In seguito suo padre si risposò con Katherine Swynford. Venne descritta come una giovane donna testarda e grintosa.

## Matrimoni

### Primo Matrimonio
Il 24 giugno 1380, al Castello di Kenilworth, sposò John Hastings, III conte di Pembroke. Elisabetta aveva diciassette anni e lo sposo solo otto anni. Tuttavia, sei anni dopo, il matrimonio venne annullato.

### Secondo Matrimonio
Si dice che era stata sedotta dal fratellastro di suo cugino Riccardo II d'Inghilterra, John Holland, e che era rimasta incinta di lui. Questo costrinse il padre ad annullare il suo primo matrimonio, e il 24 giugno 1386, a Plymouth, Elisabetta sposò John Holland. La coppia ebbe cinque figli:
- Lady Constance (1387-1437), sposò in prime nozze Thomas Mowbray, IV conte di Norfolk senza dargli figli, e in seconde nozze Sir John Grey con cui ebbe due figli;
- Richard Holland (1389-3 settembre 1400);
- Lady Alice (1392-1406), sposò Richard de Vere, XI conte di Oxford, non ebbero figli;
- John Holland, II duca di Exeter (1395-1447);
- Sir Edward Holland (1399-1413).

### Terzo Matrimonio
Holland è stato giustiziato nel 1400 per aver cospirato durante la rivolta di Epifania contro suo cognato Enrico IV d'Inghilterra. Nello stesso anno, Elisabetta sposò John Cornwall, I barone Fanhope. La coppia ebbe due figli:
- Constance (1401-1427), sposò John FitzAlan, XIV conte di Arundel, non ebbero figli;
- Sir John Cornwall (1404-2 maggio 1422).

Il suo matrimonio con Sir John causò qualche scandalo, in quanto Sir John non riuscì a chiedere al fratello di Elisabetta il permesso di sposarla. Tuttavia, il matrimonio si dice che sia stato felice e amorevole.

## Morte
Morì il 24 novembre 1426 e fu sepolta nella Chiesa di Burford.

## Ascendenza
|                                            |                                             |                                            | Genitori               |  |  | Nonni |  |  | Bisnonni                 |  |  | Trisnonni               |  |
|                                            |                                             |                                            |                        |  |  |       |  |  | Edoardo II d'Inghilterra |  |  | Edoardo I d'Inghilterra |  |
|                                            |                                             |                                            |                        |  |  |       |  |  | Edoardo II d'Inghilterra |  |  | Edoardo I d'Inghilterra |  |
|                                            |                                             | Eleonora di Castiglia                      |                        |  |  |       |  |  | Edoardo II d'Inghilterra |  |  |                         |  |
| Edoardo III d'Inghilterra                  |                                             |                                            |                        |  |  |       |  |  | Edoardo II d'Inghilterra |  |  |                         |  |
|                                            |                                             | Isabella di Francia                        | Filippo IV di Francia  |  |  |       |  |  |                          |  |  |                         |  |
|                                            |                                             | Isabella di Francia                        | Filippo IV di Francia  |  |  |       |  |  |                          |  |  |                         |  |
|                                            |                                             | Isabella di Francia                        | Giovanna I di Navarra  |  |  |       |  |  |                          |  |  |                         |  |
| Giovanni Plantageneto, I duca di Lancaster |                                             | Isabella di Francia                        |                        |  |  |       |  |  |                          |  |  |                         |  |
|                                            |                                             | Guglielmo I di Hainaut                     | Giovanni II di Hainaut |  |  |       |  |  |                          |  |  |                         |  |
|                                            |                                             | Guglielmo I di Hainaut                     | Giovanni II di Hainaut |  |  |       |  |  |                          |  |  |                         |  |
|                                            |                                             | Guglielmo I di Hainaut                     | Filippa di Lussemburgo |  |  |       |  |  |                          |  |  |                         |  |
| Filippa di Hainaut                         |                                             | Guglielmo I di Hainaut                     |                        |  |  |       |  |  |                          |  |  |                         |  |
|                                            |                                             | Giovanna di Valois                         | Carlo di Valois        |  |  |       |  |  |                          |  |  |                         |  |
|                                            |                                             | Giovanna di Valois                         | Carlo di Valois        |  |  |       |  |  |                          |  |  |                         |  |
|                                            |                                             | Giovanna di Valois                         | Margherita d'Angiò     |  |  |       |  |  |                          |  |  |                         |  |
| Elisabetta Plantageneta                    |                                             | Giovanna di Valois                         |                        |  |  |       |  |  |                          |  |  |                         |  |
|                                            | Enrico Plantageneto, III conte di Lancaster | Edmondo Plantageneto, I conte di Lancaster |                        |  |  |       |  |  |                          |  |  |                         |  |
|                                            | Enrico Plantageneto, III conte di Lancaster | Edmondo Plantageneto, I conte di Lancaster |                        |  |  |       |  |  |                          |  |  |                         |  |
|                                            | Enrico Plantageneto, III conte di Lancaster | Bianca d'Artois                            |                        |  |  |       |  |  |                          |  |  |                         |  |
| Enrico Plantageneto, I duca di Lancaster   | Enrico Plantageneto, III conte di Lancaster |                                            |                        |  |  |       |  |  |                          |  |  |                         |  |
|                                            |                                             | Maud Chaworth                              | Patrick de Chaworth    |  |  |       |  |  |                          |  |  |                         |  |
|                                            |                                             | Maud Chaworth                              | Patrick de Chaworth    |  |  |       |  |  |                          |  |  |                         |  |
|                                            |                                             | Maud Chaworth                              | Isabella di Beauchamp  |  |  |       |  |  |                          |  |  |                         |  |
| Bianca di Lancaster                        |                                             | Maud Chaworth                              |                        |  |  |       |  |  |                          |  |  |                         |  |
|                                            |                                             | Enrico di Beaumont                         | Luigi di Brienne       |  |  |       |  |  |                          |  |  |                         |  |
|                                            |                                             | Enrico di Beaumont                         | Luigi di Brienne       |  |  |       |  |  |                          |  |  |                         |  |
|                                            |                                             | Enrico di Beaumont                         | Agnese di Beaumont     |  |  |       |  |  |                          |  |  |                         |  |
| Isabella di Beaumont                       |                                             | Enrico di Beaumont                         |                        |  |  |       |  |  |                          |  |  |                         |  |
|                                            |                                             | Alice Comyn                                | Alessandro Comyn       |  |  |       |  |  |                          |  |  |                         |  |
|                                            |                                             | Alice Comyn                                | Alessandro Comyn       |  |  |       |  |  |                          |  |  |                         |  |
|                                            |                                             | Alice Comyn                                | Giovanna di Latimer    |  |  |       |  |  |                          |  |  |                         |  |
|                                            |                                             | Alice Comyn                                |                        |  |  |       |  |  |                          |  |  |                         |  |